# Philip L. Cannon
Philip Leonidas Cannon (* 28. Juni 1850 in Delaware; † 20. Juni 1929 in Bridgeville, Delaware) war ein US-amerikanischer Politiker. Zwischen 1901 und 1905 war er Vizegouverneur des Bundesstaates Delaware.

## Werdegang
Philip Cannon war der Sohn von William Cannon (1809–1865), der von 1863 bis zu seinem Tod Gouverneur von Delaware war. Er besuchte das Dickinson College in Carlisle (Pennsylvania). Allerdings verließ er diese Bildungsanstalt ohne Abschluss. Mit seinem Bruder Henry arbeitete er für einige Zeit in der Landwirtschaft. Zeitweise betrieben die Brüder auch eine Konservenfabrik. Politisch schloss er sich der Republikanischen Partei an.
Im Jahr 1900 wurde Cannon an der Seite von John Hunn zum ersten Vizegouverneur von Delaware gewählt. Dieses Amt bekleidete er zwischen dem 15. Januar 1901 und dem 17. Januar 1905. Dabei war er Stellvertreter des Gouverneurs und Vorsitzender des Staatssenats. Das Amt des Vizegouverneurs war erst bei einer Verfassungsreform im Jahr 1897 eingeführt worden. Nach dem Ende seiner Zeit als Vizegouverneur ist Cannon politisch nicht mehr in Erscheinung getreten. Er starb am 20. Juni 1929 in Bridgeville, wo er auch beigesetzt wurde.